# Guahibo (jezična porodica)
Guahiban.- porodica indijanskih jezika i plemena iz Venezuele (Chiricoa, Cuiba, Guahibo, Yamu) i Kolumbije (Churoya, Cunimia, Guayabero ili Guayavero i Sicuane ili Sikuani kojih ima u obje države). Jezično i teritorijalno Guahíbo plemena podijeljena su na cijeli niz lokalnih skupina lovaca ribara i sakupljača. Kuiba ili Cuiva (Cuiba) nomadi žive u kolumbijskim departmanima Arauca, Casanare i Vichada, dok u Venezueli žive u državi Apure. Sam i sebe nazivaju Hiwi. Guayabero su s río Guaviare, i srodni su s Churoya i Cunimia; Chiricoa s río Ele; Hitnü i Macaguane (Makaguane, Cuiba ili Guahibo de Agualinda) nastanjeni su u kolumbijskom departmanu Arauca, na rijekama Lipa i Ele. Sikuani isto pripadaju pravim Guahibima brojni su i u Kolumbiji i Venezueli. 

## Jezici
Porodica obuhvaća pet jezika, svi iz Kolumbije i susjedne Venezuele: cuiba ili cuiva [cui], 2,900, Kolumbija i Venezuela; guahibo ili guayba ili “sicuani” [guh], 23.000 u Kolumbiji (2001) i 11.200 u Venezueli; guayabero [guo], 2.000 u Venezueli (2007 Lopez); macaguán ili agualinda guahibo [mbn], 1.010 u Kolumbiji (2001); playero ili rio arauca guahibo [gob], 240 u Kolumbiji (2000)

## Vanjske poveznice
- Guahibo  Arhivirana inačica izvorne stranice od 15. veljače 2012. (Wayback Machine)
- Ethnologue (14th)
- Ethnologue (15th)